# BC Queue Hamburg
Der Billard-Club Queue Hamburg e. V., kurz BC Queue Hamburg, ist ein Billardverein aus Hamburg. Die erste Mannschaft des 1989 gegründeten Vereins spielte mehrere Jahre in der 1. Poolbillard-Bundesliga, von 2015 bis 2017, 2024/25 und wurde 2009 deutscher Pokalsieger.

## Geschichte

### 1989–2008: Anfänge und erste Bundesligajahre
| Platzierungen (seit 2003) | Platzierungen (seit 2003) | Platzierungen (seit 2003) |  |
| Saison                    | Liga                      | Platz                     |  |
| ------------------------- | ------------------------- | ------------------------- |  |
| 2003/04                   | 2. Bundesliga Nord        | 6                         |  |
| 2004/05                   | 2. Bundesliga Nord        | 6                         |  |
| 2005/06                   | 2. Bundesliga Nord        | 1                         |  |
| 2006/07                   | 1. Bundesliga             | 6                         |  |
| 2007/08                   | 1. Bundesliga             | 7                         |  |
| 2008/09                   | 2. Bundesliga Nord        | 3                         |  |
| 2009/10                   | 2. Bundesliga Nord        | 2                         |  |
| 2010/11                   | 2. Bundesliga Nord        | 3                         |  |
| 2011/12                   | 2. Bundesliga Nord        | 6                         |  |
| 2012/13                   | 2. Bundesliga Nord        | 2                         |  |
| 2013/14                   | 2. Bundesliga Nord        | 2                         |  |
| 2014/15                   | 2. Bundesliga Nord        | 1                         |  |
| 2015/16                   | 1. Bundesliga             | 6                         |  |
| 2016/17                   | 1. Bundesliga             | 6                         |  |
| 2017/18                   | 2. Bundesliga Nord        | 1                         |  |
| 2018/19                   | 1. Bundesliga             | 6                         |  |

Der BC Queue Hamburg wurde 1989 gegründet und im gleichen Jahr Mitglied der Deutschen Billard-Union.
1994 erreichte er das Finale des deutschen 8-Ball-Pokals und unterlag dort dem BSV Deggendorf. 2003 stieg er in die 2. Bundesliga auf. In der Saison 2005/06 wurde der Verein Meister der zweiten Liga und stieg somit in die 1. Bundesliga auf, nachdem er in den zwei Jahren zuvor jeweils als Sechster nur knapp dem Abstieg entgangen war. Beim 8-Ball-Pokal erreichte der BC Queue 2006 das Halbfinale.
In die Saison 2006/07 startete der BC Queue mit einem 5:4-Heimsieg gegen den Titelverteidiger BSV Dachau. Nach drei weiteren Siegen folgte am fünften Spieltag beim BC Oberhausen die erste Niederlage. Durch eine Niederlage gegen den BC Sindelfingen am neunten Spieltag fielen die Hamburger, die seit dem dritten Spieltag Tabellenführer gewesen waren, auf den dritten Platz zurück. Anschließend verlor man auch die fünf verbliebenen Saisonspiele und wurde am Saisonende Sechster – vier Punkte vor Absteiger Oberhausen.
In der folgenden Spielzeit verlief der Start weniger erfolgreich. Nach drei Niederlagen in den ersten vier Spielen belegte man den letzten Tabellenplatz (Platz 7). Anschließend besiegte man den BC Sindelfingen und zweimal die BSG Osnabrück – der BC Queue war der einzige Verein, der beide Saisonspiele gegen den späteren Deutschen Meister gewann – und konnte so bis zum vierten Platz aufsteigen. In der zweiten Saisonhälfte wurden jedoch vier der sechs Spiele verloren, sodass die Hamburger schließlich punktgleich mit drei weiteren Mannschaften den siebten Platz belegten und in die zweite Liga abstiegen. Am letzten Ligawochenende hatte man gegen die direkten Konkurrenten Straubing (2:5) und Dachau (3:4) verloren.

### 2008–2014: Zweitklassigkeit und Pokalsieg
Nach dem Abstieg erreichte der BC Queue in der Saison 2008/09 am Ende der Hinrunde zwar den zweiten Platz. Der Abstand auf den Tabellenführer Hannover 96 und damit auf den Aufstiegsplatz betrug jedoch bereits vier Punkte (bei damals geltender Zwei-Punkte-Regel). Wie bereits in der ersten Saisonhälfte gelangen dem Verein auch in der Rückrunde lediglich zwei Siege und er beendete die Spielzeit auf dem dritten Platz. Im Oktober 2009 zog der Verein nach 1994 zum zweiten Mal ins Finale des deutschen 8-Ball-Pokals ein. Im Endspiel setzte sich die Mannschaft aus Torsten Bonke, Alexander Dremsizis, Olaf Köster und Jörg Rother mit 6:2 gegen Joker Geldern durch.
In die Saison 2009/10 startete der Verein mit vier Siegen. Nach einer Niederlage gegen die BSG Osnabrück verlor man am fünften Spieltag die Tabellenführung an die Osnabrücker und blieb bis zum Saisonende auf dem zweiten Platz – am Ende mit acht Punkten Rückstand. Beim 8-Ball-Pokal 2010 schied man im Viertelfinale gegen den BSC Neukirchen-Vluyn aus. In der folgenden Spielzeit gelang den Hamburgern am vierten Spieltag der erste Sieg. In der Rückrunde verlor die Mannschaft nur noch ein Spiel und konnte sich vom sechsten auf den dritten Platz vorkämpfen. Den Klassenerhalt sicherte sie am letzten Spieltag durch einen 5:3-Heimsieg gegen den BFC Fortuna Berlin.
Am letzten Hinrundenspieltag der Saison 2011/12 kletterten die Hamburger mit einem Sieg gegen den PBC Schipkau vom letzten auf den siebten Platz. Am elften Spieltag besiegten sie Tabellenführer Fortuna Berlin und belegten anschließend bis zum Saisonende den sechsten Platz. Zwei weitere Siege gelangen dem Verein in dieser Spielzeit, darunter der Auswärtserfolg gegen den bereits feststehenden Zweitligameister PBC Lingen am letzten Spieltag, durch den er den Ligaverbleib schaffte – einen Punkt vor Absteiger Bremen.
Zur Saison 2012/13 wechselte der dreimalige Weltmeister Oliver Ortmann vom amtierenden Deutschen Meister BC Oberhausen zum BC Queue Hamburg. Der erste Saisonsieg gelang der Mannschaft am vierten Spieltag. Nachdem man zwischenzeitlich Zweiter gewesen war, beendete man die Hinrunde auf dem fünten Platz. In der Rückrunde gewannen die Hamburger die ersten fünf Spiele und sicherten sich damit den zweiten Platz. Am vorletzten Spieltag folgte jedoch gegen den BC Colours Düsseldorf die dritte Saisonniederlage, wodurch sich der Rückstand auf den PBC Hürth-Berrenrath auf nicht mehr einzuholende sieben Punkte vergrößerte.
In der folgenden Spielzeit belegte man nach der Hinrunde, in der man sechs der sieben Spiele gewonnen und lediglich gegen den PBC Schwerte 87 verloren hatte, den zweiten Platz. In der Rückrunde folgte lediglich eine weitere Niederlage gegen den PBC The Gamblers. Am zwölften Spieltag übernahm der BC Queue durch einen Heimsieg gegen Schwerte die Tabellenführung, die er am letzten Spieltag jedoch wieder verlor, als er gegen den PBC Lingen Unentschieden spielte, während Schwerte gegen Kohlscheid gewann.

### 2014–2017: Rückkehr in die erste Liga
Im Sommer 2014 wechselte der Deutsche 9-Ball-Meister Marco Spitzky nach zwei Jahren beim PBC The Gamblers zurück nach Hamburg. In der Saison 2014/15 gewann der BC Queue alle 14 Ligaspiele und schaffte damit nach sieben Jahren die Rückkehr in die 1. Bundesliga. Den Aufstieg sicherte er sich bereits am zehnten Spieltag durch einen 7:1-Heimsieg gegen die PBSG Wolfsburg. Mit Oliver Ortmann, Mario Stahl und Marco Spitzky waren drei Hamburger unter den besten vier Spielern der Einzelrangliste.
Am zweiten Spieltag der Saison 2015/16 gelang den Hamburgern gegen Hürth-Berrenrath der erste Bundesligasieg nach dem Wiederaufstieg. Die Hinrunde beendeten sie, nachdem sie zwischenzeitlich Vierter gewesen waren, mit drei Siegen und vier Niederlagen auf dem sechsten Platz, auf dem sie bis zum Saisonende blieben. In der zweiten Saisonhälfte gelangen der Mannschaft zwei weitere Siege und zwei Unentschieden. Den Klassenerhalt sicherte sie sich am vorletzten Spieltag durch einen 5:3-Auswärtssieg gegen Fortuna Straubing. In der Einzelwertung belegte Marco Spitzky den zweiten Platz.
Zur folgenden Spielzeit wurde der mehrmalige niederländische Meister und 10-Ball-Vizeeuropameister von 2014, Ivo Aarts, verpflichtet. Jan-Henrik Wolf, der drittbeste Hamburger der Vorsaison, wechselte hingegen zum Deutschen Meister BSV Dachau. In die Saison startete der BC Queue mit einem Heimsieg gegen den Aufsteiger PBC Sankt Augustin. Anschließend blieb er jedoch bis zum Ende der Hinrunde sieglos und beendete diese mit sieben Punkten als Fünftplatzierter. Zum Rückrundenauftakt gewannen die Hamburger gegen den PBC Schwerte. Am vorletzten Ligawochenende sicherten sie sich durch Auswärtssiege gegen Karben und Straubing den Ligaverbleib und kletterten auf den vierten Platz. Bis zum Saisonende folgten Heimniederlagen gegen den BSV Fürstenfeldbruck und den bereits feststehenden Deutschen Meister Dachau, sodass man schließlich Sechster wurde.

### 2017 bis Gegenwart
Im Sommer 2017 verlor der BC Queue seine Heimspielstätte in Hamburg-Bramfeld. Der Betreiber des Billardcafés Q-Point, das seit über 20 Jahren als Spielstätte gedient hatte, kündigte dem BC Queue zum Ende August 2017. Der Verein plante deshalb ein neues Vereinsheim und meldete nicht mehr für die 1. Bundesliga. Das Vereinsheim in Tonndorf wurde im September 2017 bezogen. Die erste Mannschaft übernahm zur Saison 2017/18 den Startplatz der zweiten Mannschaft in der 2. Bundesliga.
2023 Mittlerweile hat der Verein 9 aktive Teams im Spielbetrieb des NBV (Norddeutschen Billardverband) von Kreisklasse bis Oberliga und der DBU (Deutsche Billard Union), 2. Bundesliga, gemeldet.
Die Mitgliederanzahl hat sich nach der harten Coronazeit sehr positiv entwickelt. Dabei entwickelt sich besonders erfreulich auch die stetig steigende Zahl von Kindern und Jugendlichen. Der BC Queue Hamburg stellt dafür ein separates Trainerteam und feste wöchentliche Trainingseinheiten, denn die Nachwuchsförderung ist essentiell für die Weiterentwicklung des Vereins und des Billardsports.
Außerdem können aktive Mitglieder in der Regel zweimal monatlich an einem kostenlosen Training, durchgeführt von unserem zertifizierten Trainer, teilnehmen.
Gäste, die keine Vereinsmitglieder sind, können nach Abstimmung in unserem Vereinsheim nach Erwerb eines Tagestickets gerne mitspielen.
Mitglieder des BC Queue Hamburg e. V. nehmen regelmäßig mit Erfolg an den jährlichen Deutschen Meisterschaften in Bad Wildungen teil.
2024 Wiederaufstieg des Teams BC Queue 1 (Benjamin Baier, Geronimo Hornung, Mario Stahl, Jörg Rother) in die 1. Bundesliga Poolbillard der DBU.

## Aktuelle und ehemalige Spieler
(Auswahl)
- Ivo Aarts
- Stephan Assmuß
- Torsten Bonke
- Pascal Bruckmann
- Bahir Demirov
- Alexander Dremsizis
- Michael Dremsizis
- Ralph Eckert
- Matthias Giese
- Patrick Griess
- Sabrina Hammer
- Mike Hartmann
- Martin Haase
- Kathy-Vivien Schade
- Sharif Kaval
- Olaf Köster
- Steven McVey
- Oliver Oswald
- Oliver Ortmann
- Jan-Henrik Rentsch
- Jörg Rother
- Marco Spitzky
- Mario Stahl
- Florian Süfke
- Jan-Henrik Wolf
- Benjamin Baier
- Geronimo Hornung
- Jörg Balschuweit

## Erfolge
- Meister der 2. Bundesliga Nord: 2006, 2015, 2024
- Deutscher 8-Ball-Pokalsieger: 2009